# Campeonato Sanmarinense 2020-21
El Campeonato Sanmarinense 2020-21 fue la edición número 36 del Campeonato Sanmarinense de fútbol. La temporada comenzó el 12 de septiembre de 2020 y terminó el 22 de mayo de 2021. Tre Fiori es el campeón defensor luego de que la temporada pasada dio por finalizada por la pandemia de coronavirus.
Folgore conquistó su quinto título tras ganar en la final al La Fiorita por un marcador de 1-0.
El equipo campeón garantizó un cupo en la Liga de Campeones de la UEFA 2021-22.

## Equipos participantes
| Club                | Ciudad         |
| ------------------- | -------------- |
| AC Juvenes/Dogana   | Serravalle     |
| AC Libertas         | Borgo Maggiore |
| AC Virtus           | Acquaviva      |
| AS San Giovanni     | Borgo Maggiore |
| FC Domagnano        | Domagnano      |
| FC Fiorentino       | Fiorentino     |
| SC Faetano          | Faetano        |
| S.P. Cailungo       | Borgo Maggiore |
| La Fiorita          | Montegiardino  |
| Tre Fiori FC        | Fiorentino     |
| SP Tre Penne        | Serravalle     |
| SS Cosmos           | Serravalle     |
| SS Folgore/Falciano | Serravalle     |
| SS Murata           | San Marino     |
| SS Pennarossa       | Chiesanuova    |

## Formato

### Primera fase
Se cambió el formato de la liga. La temporada regular se disputará en un grupo de 15 equipos donde los equipos se enfrentarán dos veces. Los doce mejores equipos avanzarán a los playoffs. De los 12 equipos 4 pasarán a la segunda ronda, mientras que del 5 a 12 jugarán los playoffs. Pero después de un retraso debido a la pandemia de COVID-19, la liga se reiniciará el 24 de febrero de 2021. Los equipos ahora jugarán entre sí una vez en lugar de dos para terminar la liga el 22 de mayo de 2021.

## Temporada Regular

### Clasificación
| Pos. | Equipo           | Pts. | PJ | G  | E | P  | GF | GC | Dif. | Clasificación 2020-21 |
| ---- | ---------------- | ---- | -- | -- | - | -- | -- | -- | ---- | --------------------- |
| 1    | La Fiorita       | 37   | 14 | 12 | 1 | 1  | 34 | 5  | +29  | Segunda ronda         |
| 2    | Libertas         | 29   | 14 | 9  | 2 | 3  | 21 | 11 | +10  | Segunda ronda         |
| 3    | Folgore/Falciano | 27   | 14 | 8  | 3 | 3  | 25 | 10 | +15  | Segunda ronda         |
| 4    | Tre Penne        | 27   | 14 | 9  | 0 | 5  | 30 | 20 | +10  | Segunda ronda         |
| 5    | Tre Fiori        | 26   | 14 | 7  | 5 | 2  | 26 | 11 | +15  | Playoffs              |
| 6    | Pennarossa       | 21   | 14 | 6  | 3 | 5  | 15 | 15 | 0    | Playoffs              |
| 7    | San Giovanni     | 19   | 14 | 5  | 4 | 5  | 17 | 20 | −3   | Playoffs              |
| 8    | Juvenes/Dogana   | 19   | 14 | 6  | 1 | 7  | 23 | 34 | −11  | Playoffs              |
| 9    | Murata           | 18   | 14 | 4  | 6 | 4  | 14 | 9  | +5   | Playoffs              |
| 10   | Virtus           | 18   | 14 | 4  | 6 | 4  | 14 | 12 | +2   | Playoffs              |
| 11   | Fiorentino       | 16   | 14 | 4  | 4 | 6  | 18 | 26 | −8   | Playoffs              |
| 12   | Domagnano        | 12   | 14 | 2  | 6 | 6  | 16 | 26 | −10  | Playoffs              |
| 13   | Faetano          | 10   | 14 | 2  | 4 | 8  | 14 | 26 | −12  |                       |
| 14   | Cailungo         | 8    | 14 | 2  | 2 | 10 | 17 | 29 | −12  |                       |
| 15   | Cosmos           | 4    | 14 | 1  | 1 | 12 | 10 | 40 | −30  |                       |

Actualizado a los partidos jugados el 25 de abril de 2021.
 Fuente: Soccerway

### Resultados
| Local \ Visitante | CAI | COS | DOM | FAE | FTO | FOL | J/D | LFI | LIB | MUR | PEN | SGI | TFI | TPE | VIR |
| ----------------- | --- | --- | --- | --- | --- | --- | --- | --- | --- | --- | --- | --- | --- | --- | --- |
| Cailungo          | —   | 3–0 | —   | —   | —   | 0–1 | —   | —   | 2–3 | 1–2 | 1–1 | 0–1 | —   | —   | 1–2 |
| Cosmos            | —   | —   | 1–1 | —   | —   | 0–5 | 2–5 | 0–3 | 0–2 | —   | 1–2 | —   | 1–6 | —   | 0–1 |
| Domagnano         | 2–3 | —   | —   | —   | 1–2 | 2–2 | 0–2 | —   | —   | —   | 2–2 | 3–1 | —   | —   | 0–0 |
| Faetano           | 1–0 | 1–2 | 2–2 | —   | 0–1 | —   | —   | —   | 1–2 | —   | —   | 1–1 | —   | 2–4 | —   |
| Fiorentino        | 1–1 | 5–2 | —   | —   | —   | —   | —   | 0–4 | 0–0 | 0–0 | 0–1 | —   | 2–2 | —   | —   |
| Folgore/Falciano  | —   | —   | —   | 2–0 | 2–1 | —   | —   | 0–1 | —   | —   | —   | 3–0 | 1–0 | 1–0 | 1–1 |
| Juvenes/Dogana    | 4–0 | —   | —   | 3–2 | 2–4 | 1–6 | —   | —   | —   | 1–1 | —   | 2–1 | —   | 2–1 | 0–2 |
| La Fiorita        | 7–2 | —   | 3–0 | 3–0 | —   | —   | 6–0 | —   | 1–0 | —   | —   | 2–1 | 1–0 | —   | —   |
| Libertas          | —   | —   | 3–0 | —   | —   | 2–1 | 3–0 | —   | —   | —   | 2–0 | —   | —   | 0–3 | 1–0 |
| Murata            | —   | 3–0 | 1–2 | —   | 0–0 | 0–0 | —   | 1–0 | 0–1 | —   | 0–1 | —   | —   | —   | 1–1 |
| Pennarossa        | —   | —   | —   | 1–2 | —   | 2–0 | 2–1 | 0–1 | —   | —   | —   | —   | 1–1 | 1–3 | —   |
| San Giovanni      | —   | 1–0 | —   | —   | 4–1 | —   | —   | —   | 0–0 | 0–4 | 1–0 | —   | 1–1 | 4–2 | —   |
| Tre Fiori         | 3–1 | —   | 0–0 | 3–0 | —   | —   | 4–0 | —   | 3–2 | 0–0 | —   | —   | —   | 2–1 | —   |
| Tre Penne         | 3–2 | 2–1 | 4–3 | —   | 4–0 | —   | —   | 0–1 | —   | 2–1 | —   | —   | —   | —   | —   |
| Virtus            | —   | —   | —   | 2–2 | 3–1 | —   | —   | 1–1 | —   | —   | 0–1 | 1–1 | 0–1 | 0–1 | —   |

## Fase Final

### Play-offs
| 1 de mayo de 2021, 15:00 | Juvenes/Dogana | 0:3 (0:2) | Virtus                                     | Stadio di Domagnano, Domagnano |                        |
|                          |                | Reporte   | - 4' Angeli - 45+2' Massari - 54' Alijahej | Árbitro(s): Andrea Mei         | Árbitro(s): Andrea Mei |

| 1 de mayo de 2021, 15:00 | Pennarossa | 0:0     | Fiorentino | Stadio di Acquaviva, Acquaviva |                           |
|                          |            | Reporte |            | Árbitro(s): Giacomo Cenci      | Árbitro(s): Giacomo Cenci |

| 2 de mayo de 2021, 15:00 | San Giovanni | 0:3 (0:0) | Murata                              | Stadio di Domagnano, Domagnano |                         |
|                          |              | Reporte   | - 49' 51' Giulianelli - 59' Lunadei | Árbitro(s): Marco Avoni        | Árbitro(s): Marco Avoni |

| 2 de mayo de 2021, 15:00 | Tre Fiori | 0:2 (0:1) | Domagnano                     | Stadio di Acquaviva, Acquaviva |                              |
|                          |           | Reporte   | - 58' Bonini - 61' Ambrogetti | Árbitro(s): Cristiano Ascari   | Árbitro(s): Cristiano Ascari |

### Cuartos de final
| 5 de mayo de 2021, 20:45 | Virtus                      | 2:3 (1:2) | Libertas                                    | Stadio di Acquaviva, Acquaviva  |                                 |
|                          | - Santucci 16' - Angeli 90' | Reporte   | - 27' Bernacc - 37' Ballarini - 46' Morelli | Árbitro(s): Gianluca Ceccarelli | Árbitro(s): Gianluca Ceccarelli |

| 5 de mayo de 2021, 20:45 | Pennarossa     | 1:2 (0:0) | Tre Penne       | Stadio di Domagnano, Domagnano |                       |
|                          | - Evaristi 79' | Reporte   | - 52' 75' Pieri | Árbitro(s): Luca Zani          | Árbitro(s): Luca Zani |

| 6 de mayo de 2021, 20:45 | La Fiorita | 0:0     | Domagnano | Stadio di Domagnano, Domagnano |                                |
|                          |            | Reporte |           | Árbitro(s): Mattia Andruccioli | Árbitro(s): Mattia Andruccioli |

| 6 de mayo de 2021, 20:45 | Folgore/Falciano | 1:1 (0:0) | Murata      | Stadio di Acquaviva, Acquaviva |                          |
|                          | - Badalassi 65'  | Reporte   | - 63' Pippi | Árbitro(s): Luca Barbeno       | Árbitro(s): Luca Barbeno |

### Semifinales
| 10 de mayo de 2021, 20:45 | La Fiorita     | 1:0 (0:0) | Tre Penne | Stadio di Acquaviva, Acquaviva |                         |
|                           | - Peluso 90+3' | Reporte   |           | Árbitro(s): Marco Avoni        | Árbitro(s): Marco Avoni |

| 11 de mayo de 2021, 20:45 | Folgore/Falciano                           | 3:1 (0:0) | Libertas       | Stadio di Acquaviva, Acquaviva |                              |
|                           | - Badalassi 46' - Pasolini 63' - Dormi 88' | Reporte   | - 59' Sopranzi | Árbitro(s): Cristiano Ascari   | Árbitro(s): Cristiano Ascari |

### Tercer puesto
| 21 de mayo de 2021, 20:45 | Tre Penne              | 1:0     | Libertas | Stadio di Acquaviva, Acquaviva |  |
|                           | Tommaso Costantini 88' | Reporte |          |                                |  |

### Final
| 22 de mayo de 2021, 20:45 | La Fiorita | 0:1 (t. s.) | Folgore/Falciano  | Estadio Olímpico, Serravalle |  |
|                           |            | Reporte     | Fabio Sottile 93' |                              |  |

## Goleadores
Actualizado el 22 de mayo de 2021.
| Pos. | Jugador            | Club           | Goles |
| ---- | ------------------ | -------------- | ----- |
| 1    | Matteo Baldini     | Juvenes/Dogana | 12    |
| 2    | Imre Badalassi     | Folgore        | 11    |
| 3    | Marco Bernacci     | Libertas       | 8     |
| 3    | Giovanni Pacchioni | Fiorentino     | 8     |
| 5    | Manuele Pasolini   | Folgore        | 7     |
| 5    | Riccardo Pieri     | Tre Penne      | 7     |
| 5    | Luca Sorrentino    | Tre Penne      | 7     |
| 5    | Mattia Urbinati    | Cailungo       | 7     |